# Hábitat de Espacio Profundo

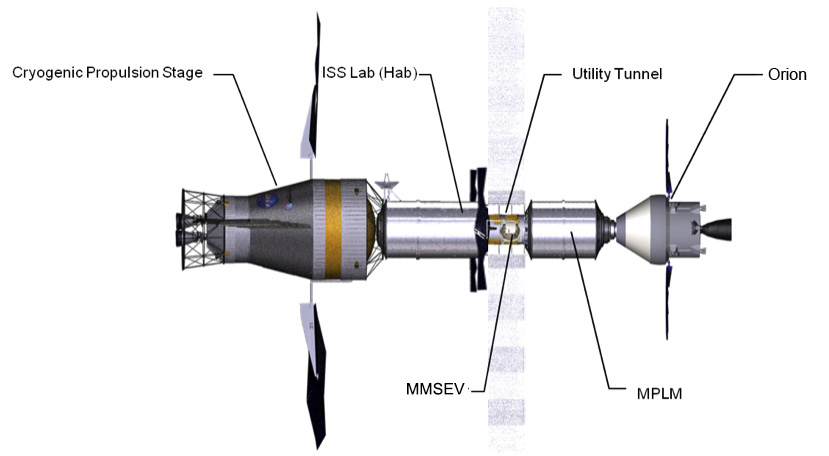
Habitáculo para una estancia de 500 días, propulsión criogénica

El Hábitat de Espacio Profundo (HEP) es un proyecto de la NASA del año 2012 cuyo objetivo es diseñar un habitáculo en principio para una tripulación de cuatro personas para iniciar la exploración un poco más allá de la órbita terrestre baja desde la Lunar Orbital Platform-Gateway (LOP-G).
El concepto inicial de estas misiones prevé estancias entre 60 y 500 días, en las que se utilizaría material de la Estación Espacial Internacional junto a la nave Orión y algunas embarcaciones de apoyo. El habitáculo estaría equipado con al menos un sistema de acoplamiento estándar internacional (IDSS). El desarrollo de este habitáculo en el espacio profundo permitiría a la tripulación vivir y trabajar de manera segura en el espacio durante un año en misiones de exploración del espacio cislunar (espacio entre la Tierra y la Luna) y algún que otro asteroide cercano a la Tierra. También serviría como experiencia para poder diseñar habitáculos de mayor duración que podrían utilizarse en el futuro para misiones tripuladas al planeta Marte y para asteroides más lejanos.
En el año 2015, la NASA financió el estudio de varios modelos para hábitat de espacio profundo dentro de su proyecto Nuevas tecnologías espaciales para asociaciones de exploración (NextSTEP). En marzo de 2017 se completó la Fase 1 del HEP, se está trabajando en la Fase 2 y la Fase 3 está en pleno proceso de planificación. Esos estudios teóricos ayudarán a la NASA a decidir sobre el diseño final para elaborar el hábitat definitivo para la LOP-G, tras el contrato que se espera que esté firmado durante el año fiscal 2019.

## Configuraciones
El Hábitat sería uno de los módulos para la LOP-G.

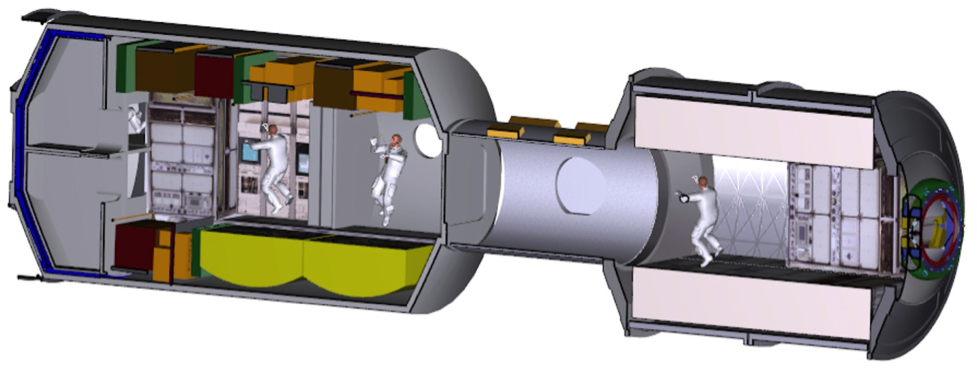
Hábitat HAB/MPLM del Espacio Profundo derivado de ISS

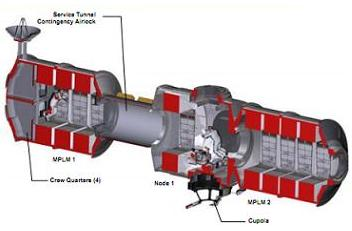
Hábitat del Espacio Profundo derivado de la ISS MPLM/Node1

### HAB/MPLM
- Misión de 60 días - La opción de los 60 días se compondría por un módulo de propulsión criogénica (Cryogenic Propulsion Stage -CPS-), el módulo Destiny de la Estación Espacial Internacional y una esclusa/túnel. Además, una embarcación de apoyo específica para una misión, como el FlexCraft o el vehículo de exploración espacial (Multi-Mission Space Exploration Vehicle -MMSEV-), que se acoplaría a la esclusa/túnel. El módulo Destiny contiene las habitaciones de la tripulación como los sistemas de soporte vital.[5]

- Misión de 500 días - La opción de los 500 días consistiría en el mismo modelo que para la misión de 60 días. La diferencia consistiría en el tamaño del módulo logístico de uso múltiple (Multi-Purpose Logistics Module -MPLM-) por la duración de la misión.[2] Tendría un tamaño de 17,0688 metros de largo y un diámetro de 4,8768 metros, careciendo del módulo de propulsión criogénica.[6]

### MPLM/Nodo 1
- Misión de 60 días - Los elementos principales del vehículo para la misión incluirían un CPS, un MPLM, un túnel/esclusa, módulo Nodo 4. Éste módulo permitiría conectar más de un FlexCraft o vehículo de exploración espacial. El habitáculo estaría en la parte delantera del Nodo justo frente al túnel.[7]
- Misión de 500 días - La opción de los 500 días tendría un segundo MPLM que estaría unido por la parte delantera del vehículo y también tendría una cúpula en la parte del Nodo.[8]

## Elementos de apoyo

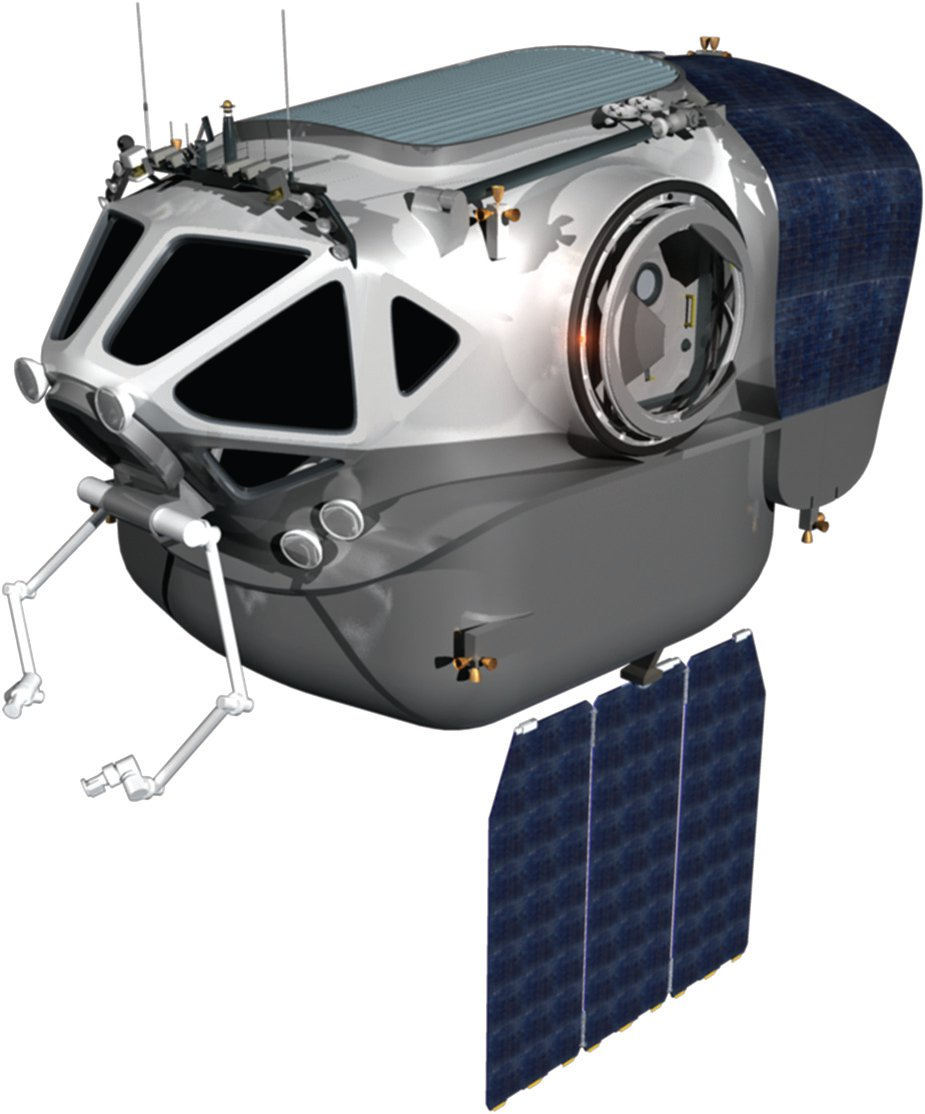
MMSEV

- Orión - Cápsula tripulada para realizar misiones en el espacio profundo, en proceso de construcción por la NASA. Con capacidad Capaz para 4 tripulantes, y capaz de resistir velocidades de reentrada de trayectorias lunares o marcianas. Se utilizará principalmente para relevos de tripulación.

- Vehículo de exploración espacial - Prototipo diseñado por la NASA. Con capacidad para 2 tripulantes y trajes EVA para paseos extravehiculares. Tienen una autonomía para dos semanas. El vehículo tiene su propio lavabo.

- FlexCraft - Vehículo unipersonal, unido al HEP similar a una pequeña nave.

## Propuestas de propulsores
Los propulsores propuestos serían:
- Módulo de propulsión criogénica (CPS) - Módulo propulsor de gran impulso que probablemente utilizará motores de hidrógeno líquido/oxígeno líquido.

- Propulsor iónico - Sistema de propulsión que aprovecha la alta eficiencia de los propulsores Hall u otros propulsores emergentes de ion-plasma.